# Jean Piger
Jean Piger est un homme politique français né le 14 juillet 1864 à Saint-Étienne (Loire) et décédé le 31 janvier 1917 à Saint-Étienne.

## Biographie
Négociant en vins, il est conseiller municipal de Saint-Étienne en 1895 puis adjoint au maire. Conseiller d'arrondissement, il est député de la Loire de 1902 à 1906, inscrit au groupe du Parti socialiste unifié.

## Sources
- « Jean Piger », dans le Dictionnaire des parlementaires français (1889-1940), sous la direction de Jean Jolly, PUF, 1960 [détail de l’édition]